# Karel Weijand
Karel Weijand (5 februari 1923 – 21 juni 2011) was een Nederlandse voetballer van Vitesse in Arnhem en De Graafschap in Doetinchem (1954-1960). 

## Loopbaan
Hij is een van de spelers die van amateurclub Vitesse naar De Graafschap vertrok toen in Nederland het betaald voetbal werd ingevoerd. Hij speelde op De Vijverberg in de periode dat respectievelijk Leendert IJssenagger, Jan Poules en Wim Engel trainer waren.
Naast semi-prof had hij een functie bij de overheid. Ten onrechte wordt weleens gedacht dat hij de oprichter is van KWD de kledingsponsor van De Graafschap. Dat is echter Karel Wijnands die in een garage achter zijn huis aan de Wijnbergseweg in Doetinchem begon met het fabriceren van leren voetballen.

## Carrièrestatistieken
| Seizoen         | Club            | Land            | Competitie        | Competitie | Competitie | Beker | Beker | Internationaal | Internationaal | Overig | Overig | Totaal | Totaal |
| Seizoen         | Club            | Land            | Competitie        | Wed.       | Dlp.       | Wed.  | Dlp.  | Wed.           | Dlp.           | Wed.   | Dlp.   | Wed.   | Dlp.   |
| --------------- | --------------- | --------------- | ----------------- | ---------- | ---------- | ----- | ----- | -------------- | -------------- | ------ | ------ | ------ | ------ |
| 1954/55         | De Graafschap   | Nederland       | NBVB (Afgebroken) | –          | 2          | –     | –     | –              | –              | 0      | 0      | –      | 2      |
| 1954/55         | De Graafschap   | Nederland       | Eerste klasse D   | –          | 2          | –     | –     | –              | –              | 0      | 0      | –      | 2      |
| 1955/56         | De Graafschap   | Nederland       | Hoofdklasse B     | –          | 0          | –     | –     | –              | –              | 0      | 0      | –      | 0      |
| 1956/57         | De Graafschap   | Nederland       | Eerste divisie A  | –          | –          | –     | 0     | –              | –              | 0      | 0      | –      | –      |
| 1957/58         | De Graafschap   | Nederland       | Eerste divisie A  | –          | –          | –     | 0     | –              | –              | 0      | 0      | –      | –      |
| 1958/59         | De Graafschap   | Nederland       | Eerste divisie A  | –          | –          | –     | 0     | –              | –              | 0      | 0      | –      | –      |
| 1959/60         | De Graafschap   | Nederland       | Eerste divisie B  | –          | –          | –     | –     | –              | –              | 0      | 0      | –      | –      |
| Carrière totaal | Carrière totaal | Carrière totaal | Carrière totaal   | –          | –          | –     | 0     | 0              | 0              | 0      | 0      | –      | –      |